# محدد الدفة
محدد مسار الدفة (rudder travel limiter)، أو محدد الدفة (rudder limiter)، هو جهاز تحكم في طائرة يستخدم للحد ميكانيكيًا من انحراف الدفة الأقصى.

## خلفية
دفة الطائرة عبارة عن سطح للتحكم في الطيران يستخدم للتحكم في الدوران حول محورها الرأسي، المعروف باسم الانحراف، وهو مهم بشكل خاص أثناء الإقلاع والهبوط وظروف الطوارئ. توجد الدفات عادة داخل المثبت الرأسي للطائرة. يمكن أن يتجاوز الاستخدام المفرط للدفة الحمل النهائي للمثبت الرأسي، مما يتسبب في حدوث عطل هيكلي. لهذا السبب، غالبًا ما تشتمل الطائرات الحديثة والطائرات التي تعمل بالسلك على نظام لمنع الانحراف المفرط للدفة.
يتم التحكم في محدد حركة الدفة في إيرباص إيه 300-600 بواسطة أجهزة (Feel and Limitation Computers) اختصارا (FLC) التي تحافظ على التحكم الكافي في الانعراج داخل قدرات الرحلة بالكامل وتحد من الأحمال الجانبية الزائدة على الدفة والمثبت الرأسي.

## حوادث ملحوظة
خطأ في محدد السفر في الدفة تورط في تحطم طائرة طيران آسيا الإندونيسية رقم 8501. تم الاستشهاد بتصميم محدد السفر الدفة على طائرة إيرباص إيه 300-600 كعامل مساهم في تحطم طائرة الخطوط الجوية الأمريكية رقم 587. بالإضافة إلى حساسية دواسة الدفة المنخفضة مقارنة بالطائرات الأخرى، كان للطائرة إيرباص إيه 300-600 تصميم توقف متغير، على عكس التكرارات السابقة لإيرباص إيه 300 التي استخدمت تصميمًا بنسب متغيرة.